# Superlicenza FIA
La Superlicenza FIA (FIA Super Licence) è una qualifica necessaria per un pilota per poter partecipare a un Gran Premio di Formula 1. La licenza è attribuita dalla FIA. Si può richiedere di fare l’esame per ottenerla.
È stata introdotta come requisito necessario nel 1984.

## Concessione della licenza
Al fine di ottenere tale licenza il pilota dev'essere già in possesso della FIA International Grade A licence e, inoltre, ottemperare alle altre richieste, legate a risultati sportivi, decretate dal codice sportivo internazionale, emanato dalla FIA stessa, all'appendice L. Tale appendice stabiliva che poteva ottenere la licenza chi era campione in carica in talune categorie motoristiche inferiori, come i campionati di Formula 3 inglese, italiana e giapponese e F3 Euro Series. Anche la vittoria nel campionato della GP2 Series attribuiva tale diritto. Poteva ottenere la licenza anche chi aveva ottenuto risultati significativi, senza essere diventato campione: per esempio ne aveva diritto il pilota che terminava a podio per cinque volte negli ultimi due campionati della GP2.

### Riforma per la stagione 2016
Per la stagione 2016, anche a seguito delle polemiche sorte in merito all'ingaggio del diciassettenne Max Verstappen da parte della Scuderia Toro Rosso per la stagione di F1, la Federazione ha modificato il metodo per la concessione della Superlicenza, ponendo un limite minimo d'età (18 anni) e stabilendo che il richiedente debba ottenere determinati risultati nella categorie inferiori alla F1 nei tre anni precedenti alla richiesta, che comportino l'ottenimento di 40 punti, secondo quanto stabilito da una particolare tabella. Dopo iniziali critiche sul metodo di attribuzione dei punti fra i vari campionati, la FIA è intervenuta nel luglio 2015 per riformare quanto deciso, equiparando i punti attribuiti dal vincitore della nuova F2, a quelli concessi ai vincitori di altri campionati importanti, quali GP2, Formula 3 FIA o WEC. Al vincitore della Formula E saranno concessi 30 punti.
Il pilota deve possedere una patente di guida valida e viene sottoposto a un test sulla sua conoscenza del regolamento del campionato mondiale di F1. Nel caso un pilota partecipi a più di una serie nel corso di un anno, questo può sommare i punti conseguiti fino ad un massimo di due serie.

### Modifiche per il 2018
Nel settembre 2017 la FIA rivede i punteggi attribuiti per ciascuna categoria, pur mantenendo 40 punti, da ottenersi in tre anni, per l'ottenimento della Superlicenza. Vengono abbassati i punti ottenuti in F3 europea, così come nel WEC LMP1, Super Formula e Formula V8 3.5. Vengono inserite anche nuove categorie, come WEC LMP2, LMGT-Pro e Am, le serie Asiatica ed Europea Le Mans Series (classe prototipi), la IMSA (classi prototipi e GTLM), la Super GT, la NASCAR Cup Series, e la International GT3 Series.

### Modifiche causa pandemia Covid-19
Nel 2020, in risposta alla pandemia di COVID-19, se la finestra di tre stagioni include l'anno 2020, devono essere conteggiate le tre stagioni con il punteggio più alto delle quattro stagioni precedenti. Se un pilota ha accumulato almeno 30 punti e sta attualmente gareggiando in uno dei campionati riportati nel Supplemento 1 e non è stato in grado di accumulare i 40 punti a causa di "circostanze al di fuori del suo controllo o cause di forza maggiore", la licenza può essere concessa a discrezione della FIA.

### Modifiche per il 2024
Nel 2024 vengono parzialmente rivisti i requisiti introdotti nel 2016 dopo l'esordio di Verstappen: innanzitutto, viene tolta la necessità di avere una patente di guida valida. Resta inoltre fermo il limite di età minimo di 18 anni, ma viene introdotta la possibilità per la FIA di derogarvi, concedendola a piloti di 17 anni che abbiano raggiunto i 40 punti e che abbiano dimostrato "particolari abilità e maturità nelle formule minori". Queste modifiche valgono sia per la Superlicenza necessaria per disputare i Gran Premi, che per quella da ottenere per disputare soltanto le prove libere.

#### Tabella dei punteggi
Aggiornata a febbraio 2025.
| Pos. in campionato                                                            | 1° | 2° | 3° | 4° | 5° | 6° | 7° | 8° | 9° | 10° |
| ----------------------------------------------------------------------------- | -- | -- | -- | -- | -- | -- | -- | -- | -- | --- |
| Campionato FIA di Formula 2                                                   | 40 | 40 | 40 | 30 | 20 | 10 | 8  | 6  | 4  | 3   |
| NTT IndyCar Series                                                            | 40 | 30 | 20 | 10 | 8  | 6  | 4  | 3  | 2  | 1   |
| Campionato FIA di Formula 3                                                   | 30 | 25 | 20 | 15 | 12 | 9  | 7  | 5  | 3  | 2   |
| Campionato mondiale di Formula E                                              | 30 | 25 | 20 | 10 | 8  | 6  | 4  | 3  | 2  | 1   |
| Campionato del mondo endurance FIA (Hypercar)                                 | 30 | 24 | 20 | 16 | 12 | 10 | 8  | 6  | 4  | 2   |
| Campionato FIA di Formula 3 europea regionale                                 | 25 | 20 | 15 | 10 | 7  | 5  | 3  | 2  | 1  | 0   |
| Super Formula                                                                 | 25 | 20 | 15 | 10 | 7  | 5  | 3  | 2  | 1  | 0   |
| Campionato del mondo endurance FIA (LMP2) (ultima stagione 2023)              | 20 | 16 | 12 | 10 | 8  | 6  | 4  | 2  | 0  | 0   |
| Super GT500                                                                   | 20 | 16 | 12 | 10 | 7  | 5  | 3  | 2  | 1  | 0   |
| IMSA (GTP)                                                                    | 20 | 16 | 12 | 10 | 7  | 5  | 3  | 2  | 1  | 0   |
| FIA Formula Regional Middle-East Championship                                 | 18 | 14 | 12 | 10 | 6  | 4  | 3  | 2  | 1  | 0   |
| Campionato FIA di Formula 3 asiatica (ultima stagione 2022)                   | 18 | 14 | 12 | 10 | 6  | 4  | 3  | 2  | 1  | 0   |
| Campionato FIA di Formula Regional delle Americhe                             | 18 | 14 | 12 | 10 | 6  | 4  | 3  | 2  | 1  | 0   |
| Campionato FIA di Formula Regional giapponese                                 | 18 | 14 | 12 | 10 | 6  | 4  | 3  | 2  | 1  | 0   |
| Campionato di Formula Regional Oceania                                        | 18 | 14 | 12 | 10 | 6  | 4  | 3  | 2  | 1  | 0   |
| Campionato FIA di Formula Regional indiana                                    | 18 | 14 | 12 | 10 | 6  | 4  | 3  | 2  | 1  | 0   |
| DTM                                                                           | 15 | 12 | 10 | 7  | 5  | 3  | 2  | 1  | 0  | 0   |
| FIA World Touring Car Cup (ultima stagione 2022)                              | 15 | 12 | 10 | 7  | 5  | 3  | 2  | 1  | 0  | 0   |
| Supercars Champiosnhip                                                        | 15 | 12 | 10 | 7  | 5  | 3  | 2  | 1  | 0  | 0   |
| NASCAR Cup Series                                                             | 15 | 12 | 10 | 7  | 5  | 3  | 2  | 1  | 0  | 0   |
| Indy NXT                                                                      | 15 | 12 | 10 | 7  | 5  | 3  | 2  | 1  | 0  | 0   |
| W Series (ultima stagione 2022)                                               | 15 | 12 | 10 | 7  | 5  | 3  | 2  | 1  | 0  | 0   |
| Euroformula Open                                                              | 15 | 12 | 10 | 7  | 5  | 3  | 2  | 1  | 0  | 0   |
| Super Formula Lights                                                          | 15 | 12 | 10 | 7  | 5  | 3  | 2  | 1  | 0  | 0   |
| Campionati FIA di Formula 4 nazionali                                         | 12 | 10 | 7  | 5  | 3  | 2  | 1  | 0  | 0  | 0   |
| Campionato del mondo endurance FIA (LMGT3)                                    | 12 | 10 | 7  | 5  | 3  | 2  | 1  | 0  | 0  | 0   |
| Campionato del mondo endurance FIA (LMGTE Pro) (ultima stagione 2022)         | 12 | 10 | 7  | 5  | 3  | 2  | 1  | 0  | 0  | 0   |
| Asian Le Mans Series (LMP2)                                                   | 10 | 8  | 6  | 4  | 2  | 0  | 0  | 0  | 0  | 0   |
| European Le Mans Series (LMP2)                                                | 10 | 8  | 6  | 4  | 2  | 0  | 0  | 0  | 0  | 0   |
| IMSA (LMP2)                                                                   | 10 | 8  | 6  | 4  | 2  | 0  | 0  | 0  | 0  | 0   |
| Campionato del mondo endurance FIA (LMGTE Am) (ultima stagione 2022)          | 10 | 8  | 6  | 4  | 2  | 0  | 0  | 0  | 0  | 0   |
| IMSA GTD Pro (rimossi dopo il 2023, validi fino al 2026)                      | 10 | 8  | 6  | 4  | 2  | 0  | 0  | 0  | 0  | 0   |
| Campionati nazionali di Formula 3 (rimossi dopo il 2023, validi fino al 2026) | 10 | 7  | 5  | 3  | 1  | 0  | 0  | 0  | 0  | 0   |
| GB3 Championship                                                              | 10 | 7  | 5  | 3  | 1  | 0  | 0  | 0  | 0  | 0   |
| Campionato USF Pro 2000                                                       | 10 | 7  | 5  | 3  | 1  | 0  | 0  | 0  | 0  | 0   |
| NASCAR Xfinity Series                                                         | 10 | 7  | 5  | 3  | 1  | 0  | 0  | 0  | 0  | 0   |
| F1 Academy                                                                    | 10 | 7  | 5  | 3  | 1  | 0  | 0  | 0  | 0  | 0   |
| International GT Open                                                         | 6  | 4  | 2  | 0  | 0  | 0  | 0  | 0  | 0  | 0   |
| Serie GT3 Internazionali                                                      | 6  | 4  | 2  | 0  | 0  | 0  | 0  | 0  | 0  | 0   |
| Super GT300                                                                   | 6  | 4  | 2  | 0  | 0  | 0  | 0  | 0  | 0  | 0   |
| Gran Premio di Macao                                                          | 3  | 0  | 0  | 0  | 0  | 0  | 0  | 0  | 0  | 0   |
| Campionato mondiale Karting (senior)                                          | 4  | 3  | 2  | 1  | 0  | 0  | 0  | 0  | 0  | 0   |
| Campionato continentale Karting (senior)                                      | 3  | 2  | 1  | 0  | 0  | 0  | 0  | 0  | 0  | 0   |
| Campionato mondiale Karting (junior)                                          | 3  | 2  | 1  | 0  | 0  | 0  | 0  | 0  | 0  | 0   |
| Campionato continentale Karting (junior)                                      | 2  | 1  | 0  | 0  | 0  | 0  | 0  | 0  | 0  | 0   |

I piloti possono anche guadagnare punti per:
- 1 punto – Guidare almeno 100 km durante una sessione di prove libere per un massimo di 10 punti,
- 2 punti – Completare un campionato FIA con un sistema di punti di penalità senza ricevere punti di penalità,
- 3 punti – Vincere il Gran Premio di Macao

## Penalità
I commissari di gara possono infliggere dei punti di penalità sulla licenza di un pilota a seguito di infrazioni. Al raggiungimento di 12 punti di penalità il pilota viene automaticamente sospeso per il successivo evento. I punti di penalità vengono cancellati dopo 12 mesi dalla loro attribuzione.

## Nazionalità del pilota
La nazionalità che appare sulla licenza concessa al pilota è la stessa del suo passaporto. Non è necessario che sia la stessa del Paese in cui la licenza di corsa è stata emessa. In caso di un pilota con più di una cittadinanza, egli ha la possibilità di scegliere la nazionalità con cui correre.